# Fem kryddor

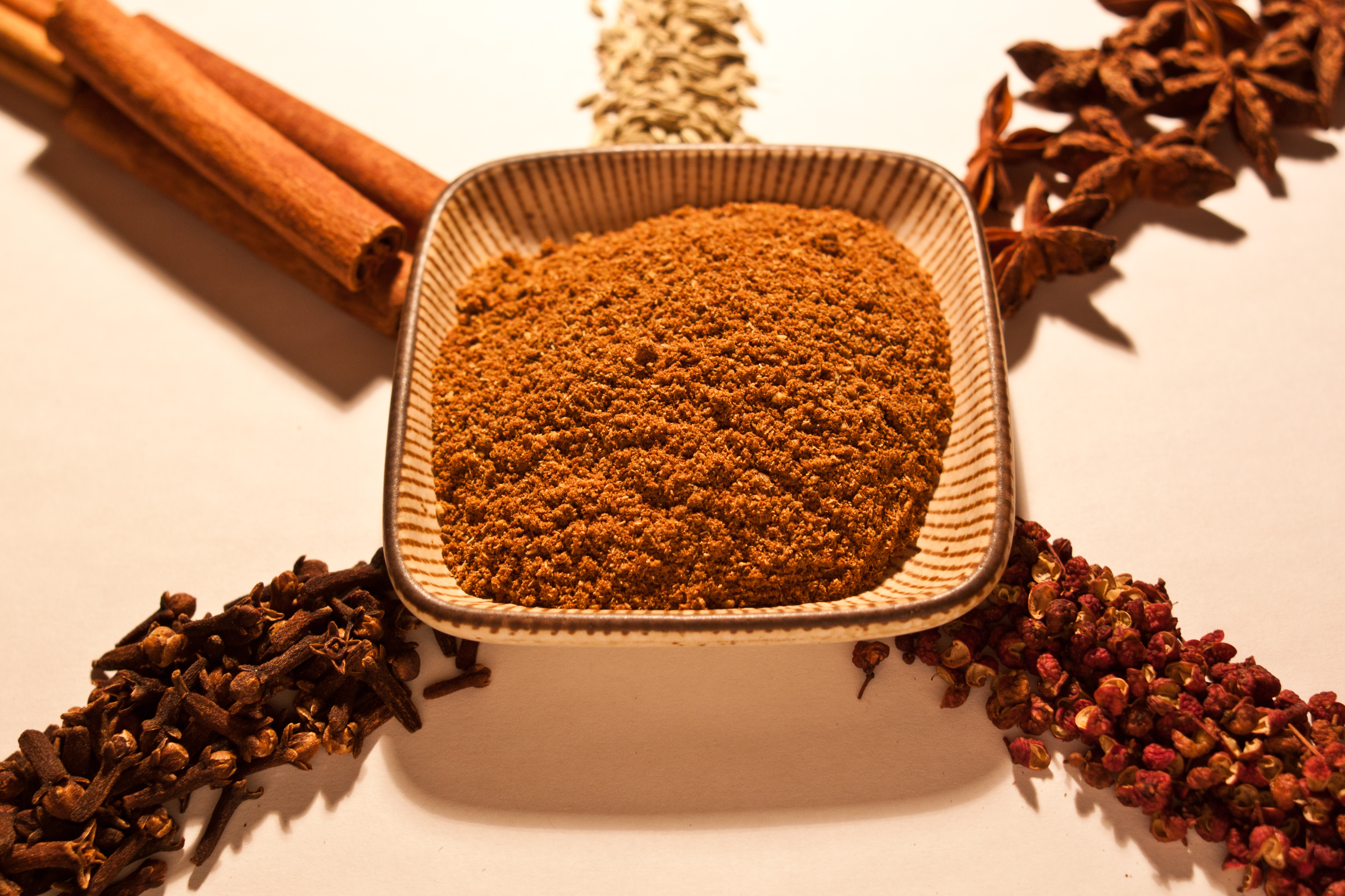
Fem kryddor. Malen blandning i mitten och typiska ingredienser runt om, med start upptill i klockans riktning: fänkål, stjärnanis, sichuanpeppar, kryddnejlika samt kanel.

Fem kryddor eller femkrydda (kinesiska: 五香粉 wǔxiāngfěn), ibland kinesiska fem kryddor eller engelska five-spice powder, är en kryddblandning från Kina som används främst i det kinesiska köket, men även i andra delar av Asien. Kryddblandningen innehåller de fem grundsmakerna sött, surt, salt, bittert och umami. Blandningen består av åtminstone fem kryddor där stjärnanis brukar dominera, vilka övriga kryddor som ingår varierar men typiskt ingår fänkål, sichuanpeppar (eller vanlig peppar), kryddnejlika och kanel (typiskt kassiakanel). Andra kryddor som kan ingå är till exempel ingefära, kardemumma och lakritsrot.